# Măgura Ocnei
Măgura Ocnei (705,8 m altitudine maximă), numită și Măgura Mare, este o structură anticlinală care face parte din Munții Nemira. În cadrul celei de-a treia Bătălii de la Oituz dusă în Primul Război Mondial în anul 1917, această înălțime a reprezentat un punct cheie în susținerea defensivei trupelor române.
Din sectorul nordic al culmii principale a Munților Nemira, se desprind către est culmi secundare. Cu origine din vârful Șandru Mare, pornește astfel către est o culme secundară care duce de-a lungul vârfurilor La Cireș–Pufu–Țega–Cireșoaia spre valea Trotușului, până la Târgu Ocna, culme care se află între văile Dofteanei și Slănicului. Măgura Ocnei se găsește pe versantul drept al Trotușului, în zona munceilor cu aspect de plai desfășurați între văile acestor două râuri. Regiunea în care se află face tranziția între Munții Nemira, Depresiunea Tazlău-Cașin și Depresiunea Comănești-Dărmănești.
Din punct de vedere geologic, se situează în zona flișului Carpaților Orientali în sud-vestul Pânzei de Tarcău, la limita cu semifereastra Slănic-Oituz din Pânza de Vrancea. Clima zonei este temperat-continentală. Din punct de vedere biogrografic, se situează în regiunile alpină și continentală.
Rețeaua hidrografică este tributară râului Trotuș. Pe deal în incinta mânăstirii, se află mic lac de acumulare existent de la începutul secolului al XIX-lea.
Măgura se află situată între șoselele Târgu Ocna – Comănești și Târgu Ocna – Slănic Moldova, aceasta fiind situat din punct de vedere administrativ în arealul unităților administrativ-teritoriale Târgu Ocna și Slănic Moldova și al comunei Dofteana.
Obiective locale de interes
- Mănăstirea Măgura Ocnei[13]
- Monumentul Eroilor de pe Măgura Ocnei[14]
- Situl de Importanță Comunitară „Măgura Târgu Ocna”[15]
- Rezervația naturală Măgura[11]

## Referințe

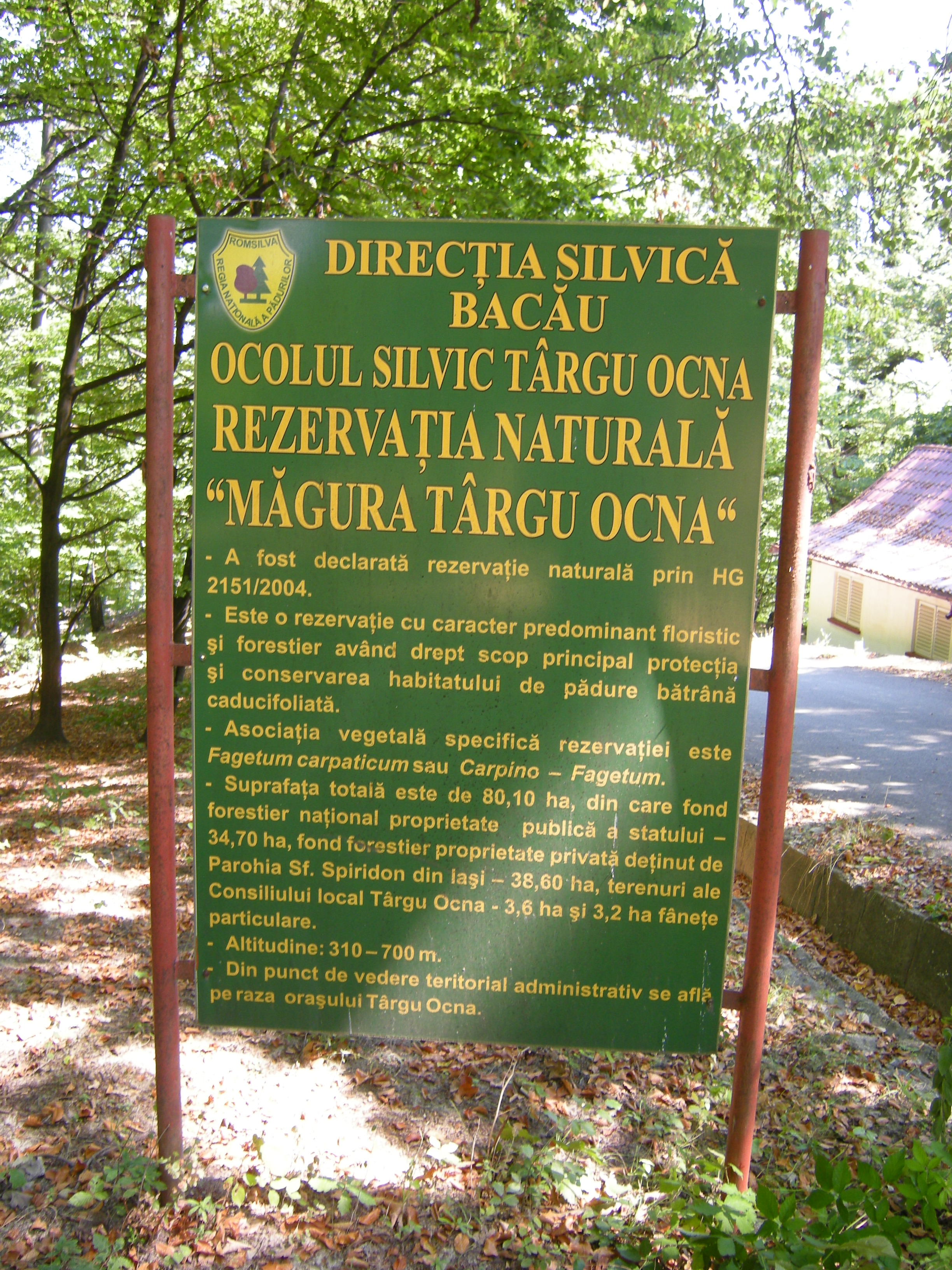
Placa de informare despre rezervația „Măgura Târgu Ocna”